# Мутины
Мутины (баш. Мутиндар, тат. Мутиннар) — дворянский род деревни Такталачук Гарейской волости Казанской дороги (ныне Актанышского района Татарстана), приписаны к башкирскому сословию Гарейской волости.
Род Мутиных был включён во II часть дворянской родословной книги Уфимской губернии. Мутины являлись активными общественниками, в 1884—1914 гг. занимались земской деятельностью.

## Общая характеристика
Родоначальником рода Мутиных является Мутя Янурусов (Енурусов), который был старшиной Гарейской волости (известен с 1745 года).
Сын Янурусова — Темир Мутин был сотником, а позднее старшиной Гарейской волости. Темир Мутин участвовал в Семилетней войне (1756—1763). В 1756 году, будучи помощником главного старшины башкирской команды Кидряса Муллакаева, участвовал в прусском походе. В 1759 году Темир Мутин вошёл в состав делегации представителей башкирского народа в Санкт-Петербурге, которая выразила верность императрице Елизавете Петровне. Вместе с товарищами Темир направил в Правительствующий сенат донесение с просьбой о запрещении захвата земель у башкир и скреплении купчих на них только при согласии населения всей волости. Ответом на прошение Сенат приказал послать указ в Оренбургскую губернскую канцелярию с тем, чтобы «и впредь оному башкирскому народу отнюдь никому никаких обид и разорений не чинить, и в угодьях их насильством не селиться, и от того всего их, башкирцев, не токмо защищать, но притом показывать им и всякую благосклонность и надлежащее по указам охранение». Умер в декабре 1759 года в Санкт-Петербурге.
Сын Темира Мутина — Аднагул Темиров (1750—?) был старшиной Гарейской волости. Принимал участие в Крестьянской войне (1773—1775). В январе 1774 года участвовал в осаде города Елабуга, а 17 октября 1774 года явился с повинной в Казань, где был оставлен аманатом (заложником). В 1798 году Аднагул стал юртовым старшиной XI Башкирского кантона (Мензелинский уезд). Другой сын Темира Мутина — Сафаргали Темиров (1760—?) был походным старшиной, служил дистанционным начальником.
Из восьми сыновей Аднагула Темирова наиболее известны:
- Зайнигабдин Мутин (1768—?) — походный старшина, помощник юртового старшины в XI Башкирского кантона;
- Габдрашит Мутин (1771—?) — походный старшина;
- Ахтям Мутин (1778—?) — юртовый сотник;
- Ахмади Мутин (1783—?) — походный старшина, помощник юртового старшины XI Башкирского кантона;
- Нигматулла Мутин (1791—?) — указной мулла;
- Туктагул Мутин (1794—?) — походный зауряд-сотник (1831). С 1812 года — юртовый зауряд-сотник в XI Башкирском кантоне, а в 1830 и 1835 годах служил на Оренбургской линии.

Сын Сафаргали Темирова — Мухамметгали Мутин (1784—?) служил походным старшиной.
Сын Зайнигабдина Мутина — Исмагил Мутин (1800—1852) — зауряд-хорунжий (1831). С 1821 года служил в XI Башкирском кантоне, а в 1822, 1825, 1828 и 1834 годах — на Оренбургской линии.
Из девяти сыновей Габдрашита Мутина наиболее известны:
- Мугатасим Мутин (1791—?) — зауряд-сотник (1808). С 1824 года — юртовый старшина, а с 1838 года — помощник кантонного начальника XI Башкирского кантона;
- Гисматулла Мутин (1794—?) — зауряд-есаул (1831). Юртовый зауряд-есаул в XI Башкирском кантоне, а в 1818 и 1830 годах — на Оренбургской линии;
- Габдулбасыр Мутин (1797—?) — хорунжий (1839). С 1818 года служил в XI Башкирском кантоне, в 1818 и 1823 годах — на этапной службе в Казанской губернии, а с 1838 года — помощник кантонного начальника XI Башкирского кантона;
- Мухамметша Мутин (1801—?) — зауряд-хорунжий (1827). С 1819 года служил в XI Башкирском кантоне, а в 1820, 1823, 1829 и 1832 годах — на Оренбургской линии;
- Ахметша Мутин (1804—?) — сотник (1840). Участвовал в Хивинском походе в 1839—1840 гг., с 1826 года служил в XI Башкирском кантоне, а в 1831 году — на Оренбургской линии;
- Мухамедьяр Мутин (1816—?) — зауряд-хорунжий (1859), служил в XI Башкирском кантоне;
- Ибрагим Мутин (1819—?) — урядник (1859). В 1859 году — юртовый старшина в XI Башкирском кантоне.

Сын Ибрагима Мутина — Ильдархан Мутин (1888—1938) — один из лидеров Башкирского национального движения, член Башкирского Правительства. Другой сын Ибрагима Мутина — Гариф Мутин — также активно участвовал в башкирском национальном движении.
К роду Мутиных принадлежал Мухтар Исхакович Мутин (1886—1941) — актёр, режиссёр и театральный деятель, заслуженный артист ТАССР (1926).